# Офтальмозавр
Офтальмозавр (др.-греч. ὀφθαλμός — глаз и σαῦρος — ящер) — род ихтиозавров, обитавший в середине и в конце юрского периода (от 165 до 145 млн лет назад). Название дано из-за чрезвычайно больших глаз. Имел длину до 6 метров, челюсти были хорошо приспособлены для ловли моллюсков. Останки офтальмозавров находят в Европе (Великобритания, Россия), Северной Америке (США, Мексика) и Аргентине. Множество открытых особей всех возрастов делают офтальмозавра одним из самых хорошо изученных ихтиозавров.

## Описание
Как и все ихтиозавры, офтальмозавр был живородящим, самки родили своих детёнышей вперёд хвостом, чтобы избежать их утопления.
Тело офтальмозавра было подобно телу дельфина, с хвостом в форме полумесяца. Особенно примечательны глаза офтальмозавра, которые были около 10 см в диаметре, они были очень большие по отношению к телу. Глаза занимали почти всё пространство в черепе и были защищены кольцом из костяных пластин. Они, скорее всего, помогали сохранять форму глаза на большой глубине. Большой размер глаз позволял офтальмозаврам охотиться в темноте, когда добыча становилась более активной.
Расчёты показали, что офтальмозавры могли оставаться под водой до 20 минут. Офтальмозавры плавали под водой со скоростью более 7 км/ч и могли погружаться на глубину около 600 м. Причины для таких глубоких ныряний могли быть разными, одна из них — спасение от крупных хищников. В морях юрского периода доминирующими плотоядными были плиозавриды: плиозавры, лиоплевродоны, симолесты и другие, спасение от которых офтальмозавры могли найти на большой глубине. Однако большие глаза офтальмозавров наводят на мысль, что погружение в плохо освещённые воды было частью их обычного образа жизни, в ином случае их глаза напоминали бы глаза других ихтиозавров. В тёмных глубинах, куда почти не проникал свет, офтальмозавры могли охотиться на кальмаров и, таким образом, они сосуществовали с другими ихтиозаврами, основу рациона которых составляла рыба.  

## Виды
- Ophthalmosaurus icenicus — типовой вид, описан британским палеонтологом Гарри Сили из морских отложений келловейского яруса окрестностей Питерборо в формации Оксфорд Клей (Oxford Clay Formation). Два экземпляра также найдены в позднеюрских слоях Мексики.
- O. natans — открыт Маршем и изначально выделен в отдельный род Sauranodon. Два экземпляра найдены в отложениях штата Вайоминг, чей возраст составляет 161,2—155,7 млн лет.
- O. monocharactus — известны останки двух особей из келловейско-титонских ярусов (164,7—145,5 млн лет назад) Аргентины и Великобритании.
- O. undorensis — открыт и описан Владимиром Ефимовым в 1991 году из киммериджских отложений (155,7—150,8 млн лет назад) берегов Волги близ Ундор. Животное было активно плавающим хищником.

В разное время также были описаны другие виды офтальмозавров, некоторые из которых сейчас выделяются в отдельные рода. Так, О. periallus из формации Лос Моллес (байосский ярус Аргентины, 171,6—168,4 млн лет назад) был отнесён к роду моллезавров (Mollesaurus periallus). Описанный в 1993 году О. chrisorum в 2010 году выделен в отдельный род артроптеригиев (Arthropterygius).
Рода Paraophthalmosaurus и Undorosaurus, известные по находкам из Саратовской, Ульяновской и Московской областей, признавались синонимичными к офтальмозавру, но в 2014 году исследователи обосновали их самостоятельность.

## В массовой культуре
- Офтальмозавры появились в третьем эпизоде телесериала ВВС «Прогулки с динозаврами», где рассказывалось о жизни их детёнышей[3].
- Офтальмозавр с именем Мо был представлен в мультфильме «Земля до начала времён 9: Путешествие к Большой Воде».
- Офтальмозавр был показан в фильме «Морские динозавры: Путешествие в доисторический мир».